# Campeonato Vanuatuense de Futebol
O Campeonato Vanuatuense de Futebol ou TVL Premier League é a principal divisão do futebol em Vanuatu, criado em 1994, sendo os times de Port Vila representantes bem fortes, em 2008 teve a criação da VFF Bred Cup Tournament, para a vaga na Liga dos Campeões da Oceania.

## Temporada atual

### Premier League
- Amicale
- Erakor Golden Star
- Ifira Black Bird
- Narak Tegapu
- Shepherds United
- Spirit 08
- Tafea (Port Vila)
- Tupuji Imere (Port Vila)

### First Division
- AS Ambassador
- Kings United
- Mauriki
- North Efate United
- Pango Green Bird
- Seveners United
- Siaraga
- Yatel

### Second Division
- Black Diamond
- Easton
- Galaxy
- Lakotau
- Lopatu
- Mauwia
- Redal
- Santos
- Torba United
- Varona

## Todos os Times
- AS Concorde Football Club
- Erakor Golden Star Football Club
- Ifira Black Bird Football Club
- Kings Football Club
- Kole Football Club
- Malampa Revivors Football Club
- Melstone Football Club
- Milo Football Club
- Nalkutan Football Club
- Narak Tegapu Football Club
- North Efate United Football Club
- Pango Green Bird Football Club
- Port Vila Sharks Football Club
- Puma SC
- Santos Football Club (Luganville)
- Seveners United Football Club
- Shepherds United Football Club
- Siaraga Football Club
- Spirit 08 Football Club
- Tafea Football Club (Luganville)
- Tafea Football Club (Port Vila)
- Torba United Football Club
- Tupuji Imere Football Club
- Vaum United Football Club
- Westtan Broncos Football Club
- Yatel Football Club

## Campeões

### Premier League
- 1983/84: Pango Green Bird
- 1985 a 1993: desconhecido
- 1994: Tafea
- 1995: Tafea
- 1996: Tafea
- 1997: Tafea
- 1998: Tafea
- 1999: Tafea
- 2000: Tafea
- 2001: Tafea
- 2002: Tafea
- 2003: Tafea
- 2004: Tafea
- 2005: Tafea
- 2006: Tafea
- 2007: Tafea
- 2008/09: Tafea
- 2009/10: Amicale
- 2010/11: Amicale
- 2011/12: Amicale
- 2012/13: Amicale
- 2013/14: Amicale
- 2014/15: Amicale
- 2016: Erakor Golden Star Football Club
- 2017: Ifira Black Bird FC
- 2017/18: Tupuji Imere FC
- 2018/19: Tafea
- 2019/20: Ifira Black Bird

### First Division
- 2003: Melstone
- 2004: desconhecido
- 2005: North Efate
- 2006: Pango Green Bird
- 2007: Seveners United
- 2008: Spirit 08
- 2009: Shepherds United

### Second Division
- 2003: Westan
- 2007: Siwi FC

### VFF National Super League
- 2010: Amicale
- 2011: Amicale
- 2012: Amicale
- 2013: Tafea
- 2014: Tafea
- 2015: Amicale

### Port Vila Shield
- 2013: Tafea
- 2014: Tafea
- 2015: Amicale

### TVL Smile Cup
- 2014: Tafea

### VFF Bred Cup
- 2005: Tafea
- 2006: não houve
- 2007: desconhecido
- 2008: Port Vila Sharks
- 2009: Tafea